# Deutscher Krebspreis
Der Deutsche Krebspreis ist ein deutscher Wissenschaftspreis. Der mit insgesamt 22.500 Euro dotierte Preis (Stand 2020) wird von der Deutschen Krebsgesellschaft in drei Kategorien verliehen: experimentelle, klinische und translationale Krebsforschung. Stifter ist die Deutsche Krebsstiftung, die Stiftung der Deutschen Krebsgesellschaft. Er wird seit 1986 vergeben.

## Preisträger
- 1986: Harald zur Hausen und Hansjörg Riehm (keine Trennung in klinischen und experimentellen Teil)
- 1987: Hartmut M. Rabes (experimenteller Teil) und Norbert Brock (klinischer Teil)
- 1988: Paul Hermanek (klinischer Teil), Franz Paul Gall (klinischer Teil) und Volker Schirrmacher (experimenteller Teil)
- 1989: Manfred F. Rajewsky (experimenteller Teil), Klaus Havemann (klinischer Teil), Dieter Hoelzer und Eckhard Thiel (Gruppenpreis, ebenfalls klinischer Teil)
- 1990: Franz Oesch (experimenteller Teil), Hansjörg Eibl (klinischer Teil) und Clemens Unger (klinischer Teil)
- 1991: Helmut Schönenberger (klinischer Teil), Thomas Blankenstein (klinischer Teil) und Rolf Issels (experimenteller Teil)
- 1992: Walter Jonat (klinischer Teil), Manfred Kaufmann (klinischer Teil), Manfred Schwab (experimenteller Teil) und Rudolf Preußmann (experimenteller Teil)
- 1993: Carl Gottfried Schmidt (klinischer Teil), Eberhard Scherer (klinischer Teil), Fritz Anders / Annerose Anders (experimenteller Teil) und E. Gateff (experimenteller Teil)
- 1994: Jörg Rüdiger Siewert (klinischer Teil), Adolf Gräßmann (experimenteller Teil) und Herbert J. Pfister (experimenteller Teil)
- 1995: Werner Franke (experimenteller Teil) und Claus Garbe (klinischer Teil)
- 1996: Wolfgang Berdel (klinischer Teil) und Peter H. Krammer (experimenteller Teil)
- 1997: Wolfgang Deppert (experimenteller Teil) und Volker Diehl (klinischer Teil)
- 1998: Harald Stein (klinischer Teil) und Axel Ullrich (experimenteller Teil)
- 1999: Peter M. Schlag (klinischer Teil) und Walter Birchmeier (experimenteller Teil)
- 2000: Rolf Müller (experimenteller Teil) und Carsten Bokemeyer (klinischer Teil)
- 2001: Hans-Joachim Schmoll (klinischer Teil) und Ulf Rapp (experimenteller Teil)
- 2002: Klaus-Michael Debatin (klinischer Teil) und Peter Lichter (experimenteller Teil)
- 2003: Wolfgang Schlegel (klinischer Teil), Alfred Wittinghofer (experimenteller Teil) und Reinhard Dummer (translationaler Teil)
- 2004: Martin Eilers (experimenteller Teil), Rolf Sauer (klinischer Teil), Jürgen Becker (translationaler Teil) und Otmar C. Wiestler (translationaler Teil)
- 2005: Thomas Wirth (experimenteller Teil), Richard Hautmann (klinischer Teil), Wolfgang Steiner (klinischer Teil), Bernd Dörken (translationaler Teil) und Claus Scheidereit (translationaler Teil)
- 2006: Jörg Michaelis (klinischer Teil), Gerold Schuler (translationaler Teil), Thorsten Heinzel (experimenteller Teil) und Martin Göttlicher (experimenteller Teil)

2007
- Lutz Gissmann vom Deutschen Krebsforschungszentrum (DKFZ) in Heidelberg für die Erfindung eines Impfstoffs gegen Gebärmutterhalskrebs (Zervixkarzinom).
- Michael Weller, Neurologe der Universität Tübingen, für die Leitung einer großen Therapiestudie in der Neuroonkologie
- Achim Leutz vom Max-Delbrück-Centrum für Molekulare Medizin in Berlin, unter anderem für seine Forschungen zur Entstehung von Blutkrebs.

2008
- Michael Stahl, leitender internistischer Oberarzt der Evangelischen Huyssens-Stiftung (Essen) für seinen klinischen und wissenschaftlichen Beitrag zur Weiterentwicklung interdisziplinärer Therapiestrategien in der Behandlung des Speiseröhrenkrebs (Ösophaguskarzinom); klinischer Teil.
- Edward K. Geissler, Leiter der Experimentellen Chirurgie an der Universität Regensburg für seine tierexperimentellen Untersuchungen der antiangiogenetischen und tumorsuppressiven Wirkung des mTOR-Inhibitors Sirolimus und für die auf Basis dadurch gewonnener Erkenntnisse durchgeführten prospektiven und randomisierten Patientenstudie; translationaler Teil.
- Peter Friedl von der Universitätshautklinik sowie dem Rudolf-Virchow-Zentrum für Experimentelle Biomedizin Würzburg für seine Leistung auf dem Gebiet der Entwicklung neuer  bildgebender Methoden zur Untersuchung von Tumorinvasion und seine Untersuchungen zu den Mechanismen des Tumorwachstums und der Metastasierung; experimenteller Teil.

2009
- Günter Henze,[1] Direktor der Kinderklinik der Berliner Charité und Sprecher des Kompetenznetzes Pädiatrische Onkologie für seinen wissenschaftlichen Beitrag zur Weiterentwicklung spezieller Therapiekonzepte der lymphoblastischen Leukämie bei Kindern; klinischer Teil.
- Hans Konrad Müller-Hermelink, Direktor des Instituts für Pathologie an der Universität Würzburg für seine Grundlagenforschung im Bereich der malignen Lymphome und sein Engagement in der Förderung interdisziplinärer und translationaler Strukturen im Wissenschaftsbetrieb; translationaler Teil.
- Nancy Hynes vom Friedrich Miescher Institute for Biomedical Research (Basel) für ihre Arbeiten zur molekularen Pathogenese des Mammakarzinoms, unter anderem zu den Mechanismen der Bildung von Metastasen; experimenteller Teil.

2010
- Dirk Schadendorf,[2] Direktor der Klinik für Dermatologie, Venerologie und Allergologie des Universitätsklinikums Essen (Universität Duisburg-Essen) für die Erforschung des Schwarzen Hautkrebses; insbesondere im Hinblick auf Prognose und therapeutische Resistenzen; klinischer Teil.
- Klaus Pantel,[3] Direktor des Instituts für Tumorbiologie des Universitätsklinikums Hamburg-Eppendorf für seine Arbeiten zu sog. „schlafenden Tumorzellen“ und deren Rolle bei späten Rückfällen und Metastasierungen von Krebserkrankungen; translationaler Teil.
- Ivan Đikić[4] vom Frankfurt Institute for Molecular Life Sciences der Goethe-Universität Frankfurt am Main für seine grundlegenden Arbeiten zur Struktur und Funktion des Proteins Ubiquitin und dessen Rolle bei der Entstehung von Krebserkrankungen; experimenteller Teil.

2011
- Axel Hauschild, Klinik für Dermatologie, Venerologie und Allergologie der Universitätsklinik Kiel, für seine klinische Forschung in dem Bereich der dermatologischen Onkologie, insbesondere zur Behandlung von Hauttumoren wie dem Melanom, sowie für sein Engagement im Bereich der Erstellung klinischer Leitlinien; klinischer Teil.
- Heribert Jürgens, Leiter der Klinik und Poliklinik für Kinder- und Jugendmedizin, Pädiatrische Hämatologie und Onkologie der Universitätsklinik Münster, für seine klinische Forschung zu Osteosarkomen, insbesondere mit einer Ewing-Tumor-Studie, die zu einer Verbesserung der Therapie, des pathologischen Verständnisses und der medizinischen Versorgung der Betroffenen geführt habe; klinischer Teil
- Bernd Kaina, Institut für Toxikologie der Universitätsklinik Mainz, für seine Leistung zur Erforschung von genetischen Wirkungsprinzipien von Chemotherapeutika bei soliden Tumoren. Seine Arbeit habe zu einer Verbesserung in der Vorhersagen auf das Ansprechen von Krebstherapien, insbesondere beim Glioblastom, geführt; experimenteller Teil.

2012
- Michael Bamberg, Radioonkologe am Universitätsklinikum Tübingen, für seine „richtungsweisenden Studien zur Therapie von Patienten mit Hirntumoren“; klinischer Teil.
- Florian Greten, II. Medizinischen Klinik der TU München am Klinikum rechts der Isar, für „Erkenntnisse zur molekularen Pathologie des kolorektalen Karzinoms“; experimenteller Teil.
- Charlotte Niemeyer, Zentrum für Kinder- und Jugendmedizin der Universität Freiburg, für Forschungsarbeiten zum  Verständnis der Entwicklung myelodysplastischer Syndrome; translationaler Teil.

2013
- Volker Heinemann, Medizinische Klinik und Poliklinik III der Universitätsklinik München, für Verbesserung von Diagnose und Therapie der gastrointestinalen Tumoren und Alexander Katalinic, Institut für Sozialmedizin und Epidemiologie des Universitätsklinikums Schleswig-Holstein, für die Entwicklung eines interaktiven Krebsatlas und für die wissenschaftlich-epidemiologische Evaluation zur Vorbereitung des Hautkrebsscreenings; klinischer Teil
- Lars Zender, Universitätsklinikum Tübingen, gastrointestinale Onkologie; für die Entschlüsselung bestimmter Krebsgene; experimenteller Teil
- Stefan Pfister, Zentrum für Kinder- und Jugendmedizin der Universität Heidelberg, für seine Forschung über kindliche Hirntumoren und Roman Thomas, Abteilung Translationale Genomik der Universität zu Köln, für die Entschlüsselung bestimmter Genmutationen beim Bronchialkarzinom; translationaler Teil

2014
- Martin Schrappe, Universitätsklinikum Kiel, für individualisierte Therapie der akuten lymphoblastischen Leukämie (ALL); klinischer Teil
- Simone Fulda, Goethe-Universität Frankfurt, Zelltodmechanismen verschiedener Tumorarten; translationaler Teil
- Christoph Klein, Universitätsklinikum Regensburg; neue Konzepte von Tumorprogression und Metastasierung; experimenteller Teil

2015
- Günter Klöppel, München, Arbeit auf dem Gebiet der Pathologie und der Charakterisierung von Tumoren der Bauchspeicheldrüse; klinische Forschung
- Wolfgang Wick, Heidelberg, neue Therapiestandards bei der Behandlung von Gliomen; translationale Forschung
- Lenhard Rudolph, Jena, Rolle der Telomere bei Krebserkrankungen und Ansätze für neuartige Medikamente gegen Krebs; experimentelle Forschung

2016
- Johannes Zuber, Wien, Entwicklung und Anwendung optimierter RNAi-Screening-Methoden; experimentelle Forschung
- Andreas von Deimling, Heidelberg, Entwicklung krebsspezifischer Antikörper; translationale Forschung
- Stefan Bielack, Stuttgart, Anja Mehnert, Leipzig; klinische Forschung

2017
- Petra Boukamp, Heidelberg, Entstehung von Hautkrebs, und Martin Lipp, Berlin, Chemokinrezeptoren; experimentelle Forschung
- Guido Reifenberger, Düsseldorf, molekulare Ursachen von Hirntumoren; translationale Forschung
- Michael Hallek, Köln, molekulare Tumorbiologie bei CLL; klinische Forschung

2018
- Hartmut Goldschmidt, Heidelberg, Therapie des Multiplen Myeloms; klinische Forschung
- Michael Baumann, Heidelberg, individualisierte Strahlentherapie; translationale Forschung
- Thomas Brabletz, Erlangen, migrierende Krebsstammzellen; experimentelle Forschung

2019
- Michael Platten, Heidelberg und Mannheim; klinische Forschung
- Roland Rad, Dieter Saur, München; experimentelle Forschung
- Uğur Şahin, Mainz; translationale Forschung

2020
- Andreas du Bois, Essen-Mitte; klinische Forschung
- Rita Schmutzler, Köln; translationale Forschung
- Andreas Trumpp, Heidelberg; experimentelle Forschung

2021
- Andrea Ablasser, Lausanne; experimentelle Forschung
- Nikolas von Bubnoff, Schleswig-Holstein, Robert Zeiser, Freiburg; translationale Forschung
- Markus Büchler, Heidelberg; klinische Forschung

2022
- Salah-Eddin Al-Batran, Frankfurt a. M.; klinische Forschung
- Frank Winkler, Heidelberg; translationale Forschung
- Mathias Heikenwälder, Heidelberg; experimentelle Forschung

2023
- Nadia Harbeck, München, Ulrike Nitz, Mönchengladbach; klinische Forschung
- Alexander Kleger, Ulm, Christian Reinhardt, Essen; experimentelle Forschung
- Angelika Eggert, Berlin; translationale Forschung

2024
- Michaela Frye, Heidelberg; experimentelle Forschung
- Lena Maier-Hein, Heidelberg; translationale Forschung
- Claus Rödel, Frankfurt; klinische Forschung
- Stephanie Stock, Köln; Sonderpreis Versorgungsforschung

2025
- Matthias Fischer, Köln; experimentelle Forschung
- Melanie Börries, Freiburg; translationale Forschung
- Walter P. Weber, Basel; klinische Forschung
- Monika Klinkhammer-Schalke, Regensburg; Versorgungsforschung